# 介松年
介松年（？年—？年），號亦仙，山西平阳府解州人。明末政治人物。

## 生平
介松年中天啓七年（1627年）丁卯科山西乡试舉人，崇祯四年（1631年）成辛未科进士。礼部观政后，授山东益都县知县，七年丁忧去职。崇祯末年任户科给事中，在保定降于李自成顺军，從軍入北京後，授户政府從事。

## 家族
曾祖介一清，嘉靖三十五年进士，官至郧阳府知府。祖父介梦龙，萬曆十年舉人，官至南京户部员外郎。生父介元善，崇祯三年舉人。
儿子介孝璹，康熙三年进士，官兵部主事。